# Mistrz Legendy św. Barbary
Mistrz Legendy św. Barbary – flamandzki malarz, czynny w Brugii w latach 1470-1500; utożsamiany z Aertem van den Bossche (jego podpis jako Harnoult van den Boske znajduje się na akcie przyjęcia do brugijskiej gildii św. Łukasza z 1505 roku).

## Życie i działalność artystyczna
Jego przydomek pochodzi od tematu dwóch zachowanych tablic ołtarzowych wykonanych w 1475 roku. Prawdopodobnie pochodził z Brugii i był uczniem oraz współpracownikiem Mistrza Legendy św. Katarzyny.
Jego styl nawiązywał do tradycji Rogiera van der Weydena.

## Identyfikacja artysty
Catheline Perier-d'Ieteren w 2005 roku, przy okazji ustalanie atrybucji obrazu Męczeństwo świętych Kryspina i Kryspiniana, utożsamiła Mistrza Legendy św. Barbary z brugijskim malarzem Aertem van den Bossche.